# Guanac
El guanac (Lama guanicoe) és un mamífer remugant, de l'ordre dels artiodàctils i de la família dels camèlids, propi de les regions andines meridionals, amb una estructura òssia més esvelta i elegant que el llama. Com aquest, el guanac té una doble capa de pèl: més forta pel damunt i suau a la part dessota. Aquest pèl suau és fins i tot més fi, curt i apreciat que el de l'alpaca, però més llarg que el de la vicunya.

## Morfologia i hàbitat
El color del seu pelatge varia molt poc i sol ser vermellós, amb el cap més fosc i la panxa i cames blanquinoses. El diàmetre de la fibra oscil·la entre 16 i 18 micròmetres. La seva alçada en la creu fa aproximadament de 1,10 m. Viu als Andes xilens, des d'on s'estén fins a la Patagònia i la Terra del Foc, baixant de les altures a mesura que s'apropa a l'extrem meridional del continent. En els Andes del Perú s'hi troba una raça més petita (A. guanicoe cacsilensis). El guanac viu en ramats no gaire nombrosos, que generalment es componen d'un mascle adult amb diverses femelles, acomboiades d'individus joves d'un i altre sexe i de diverses edats. S'alimenta d'herbes de distintes classes.

## Comportament
El guanac té un caràcter esquívol i és fàcilment irritable; com fa el llama, procura foragitar els seus enemics llençant-los salivades d'herba mig digerida. Dotat de gran curiositat, s'apropa a guaitar tot el que li sembla nou o sospitós en comptes de fugir. Li agrada rebolcar-se en la sorra i encara més en l'argila, i com que amb freqüència ho fa al mateix lloc, arriba a excavar un clot en el sòl. Per aquesta raó els indis Selknam de la Terra del Foc anomenen els guanacs «fills de l'argila rogenca», i creuen que el color del seu pelatge es deu a aquest costum. Un altre costum curiós d'aquest remugants consisteix en dipositar sempre els excrements en un mateix lloc, fins a formar un munt força crescut. La seva veu és una espècie de renill tremolós.

## Aprofitament humà
Els patagons i els indis de la Terra del Foc cacen el guanac per aprofitar la seva carn, els seus tendons i sobretot la seva pell que usen per a fer les seves capes i els seus tendals i barraques; es pot dir que aquest remugant representa per a aquests pobles el mateix paper que la foca per als esquimals o el bisó, en altre temps per als indis pellroja. Els patagons els cacen a cavall, amb les boles, mentre a la Terra del Foc se'ls mata amb batudes, de gossos, empenyent el ramat vers un lloc on esperen, amagats, els tiradors proveïts d'arcs.
El guanac pot domesticar-se sense dificultat. En els jardins zoològics es conserva molt bé, però sempre sol donar proves del seu caràcter irritable, escopint als visitants que cometen la imprudència de molestar-lo.

## Galeria

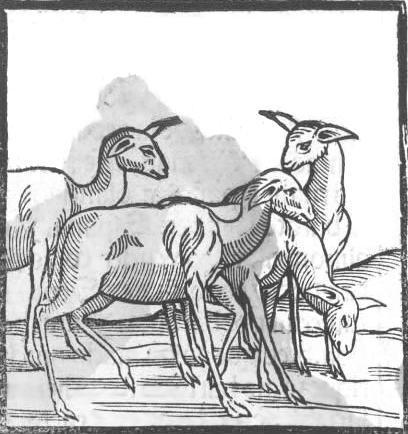
Pedro Cieza de León
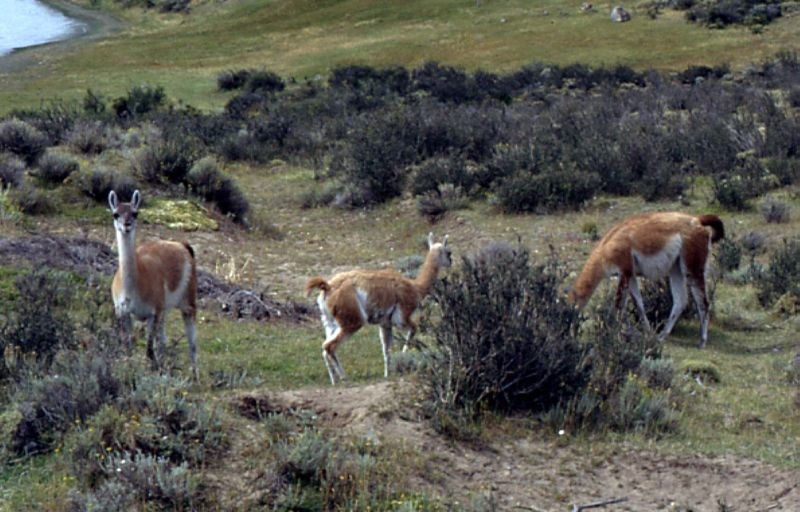
Parc Nacional Torres del Paine, Xile
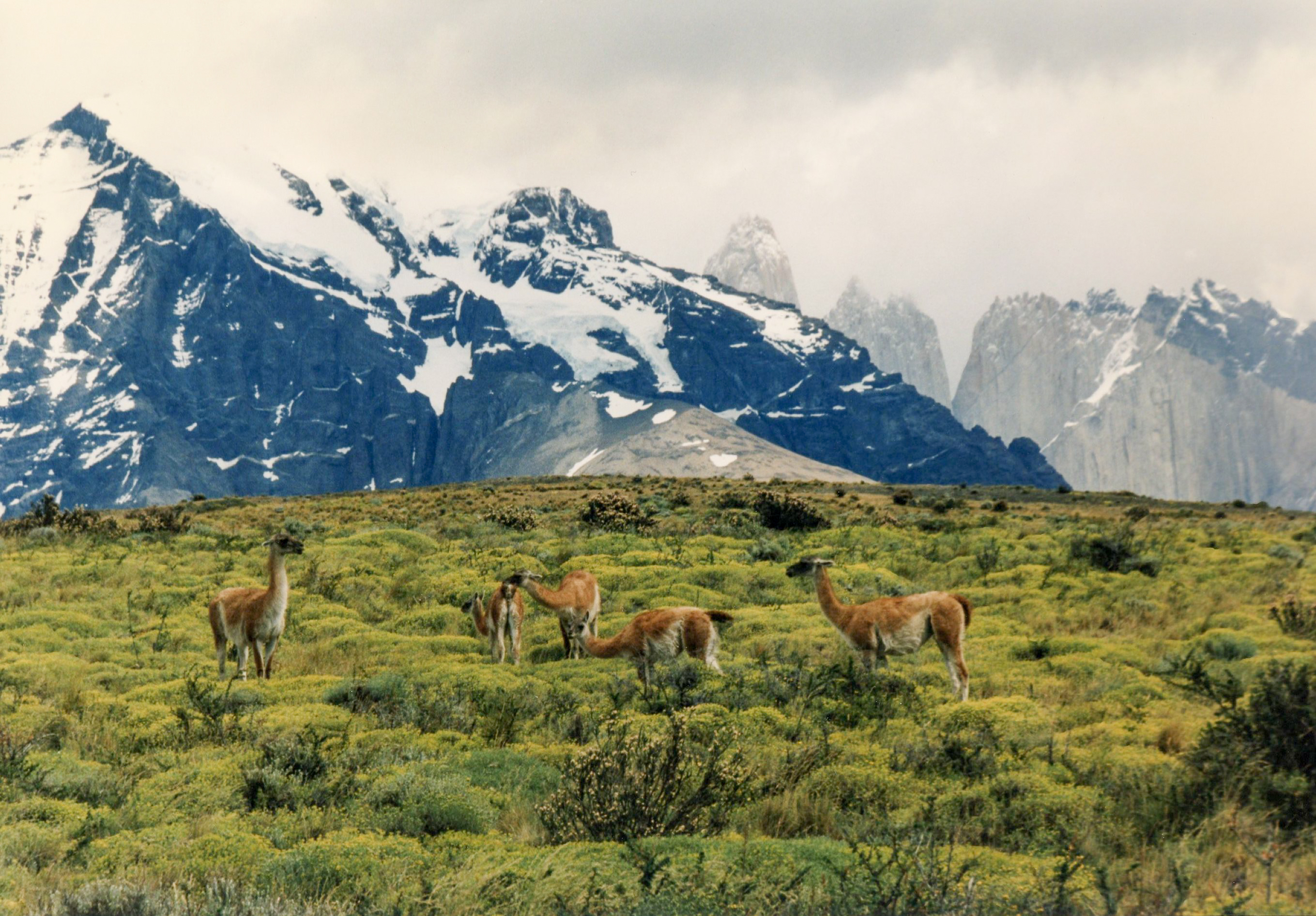
Parc Nacional Torres del Paine, Xile
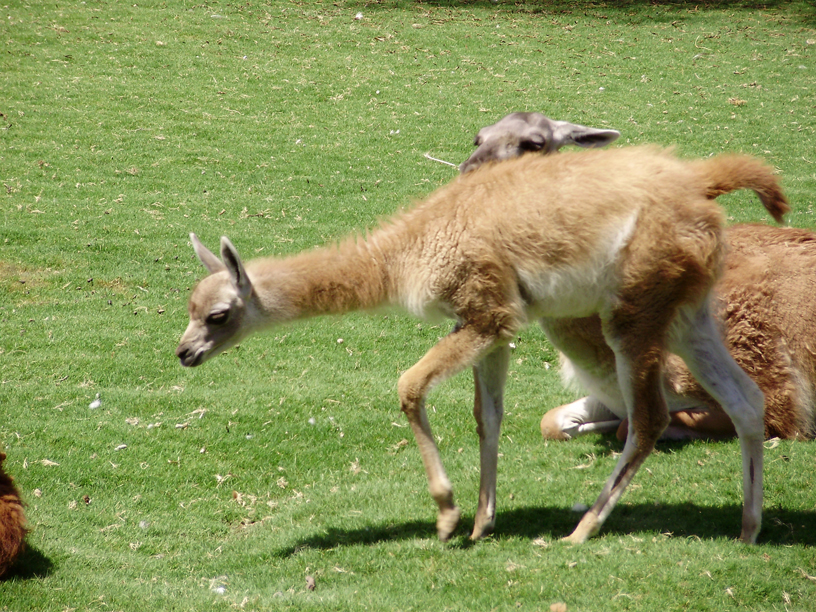
Argentina
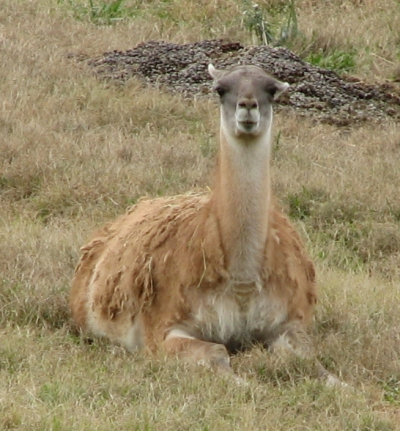
Argentina
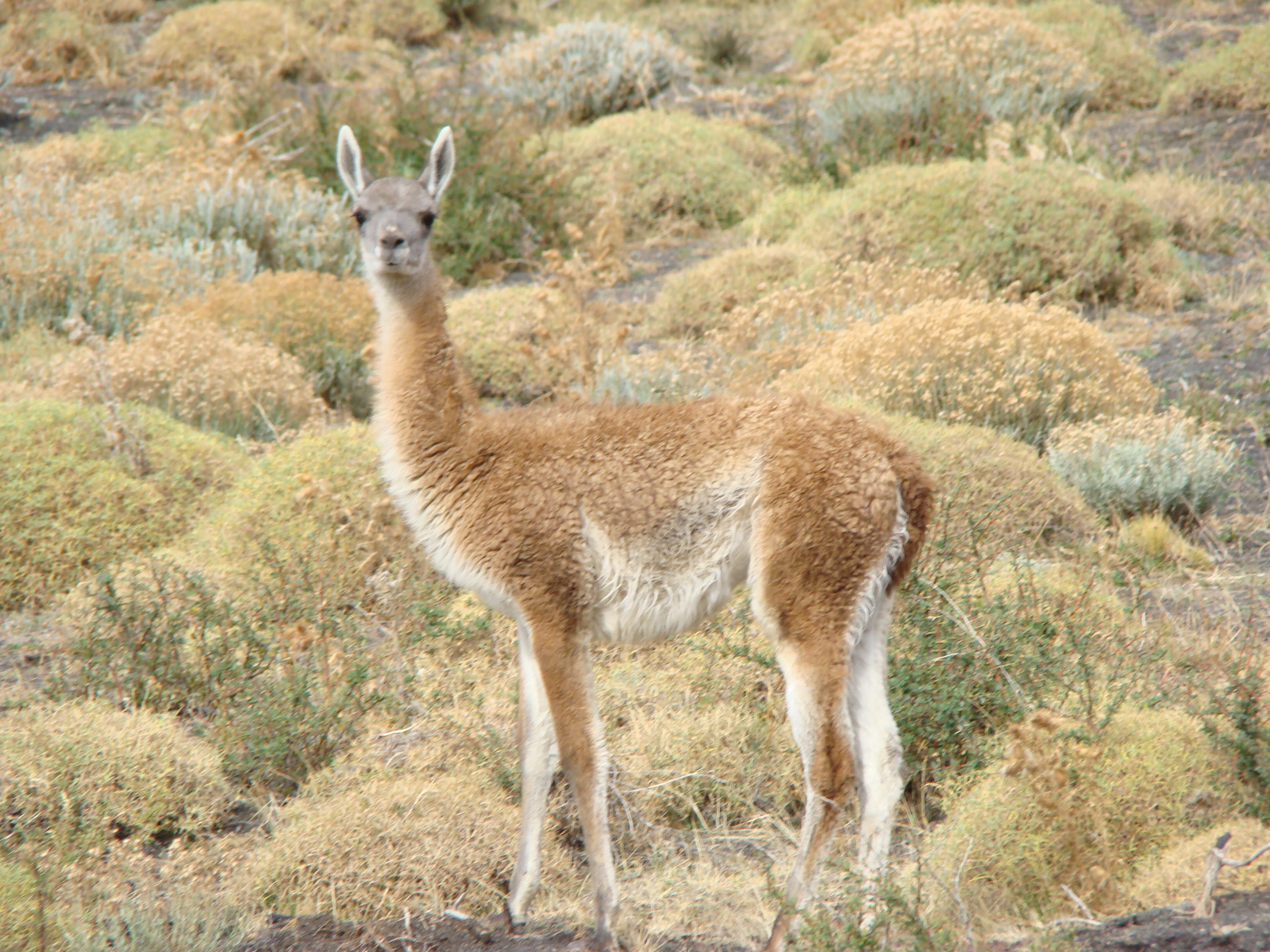
Argentina
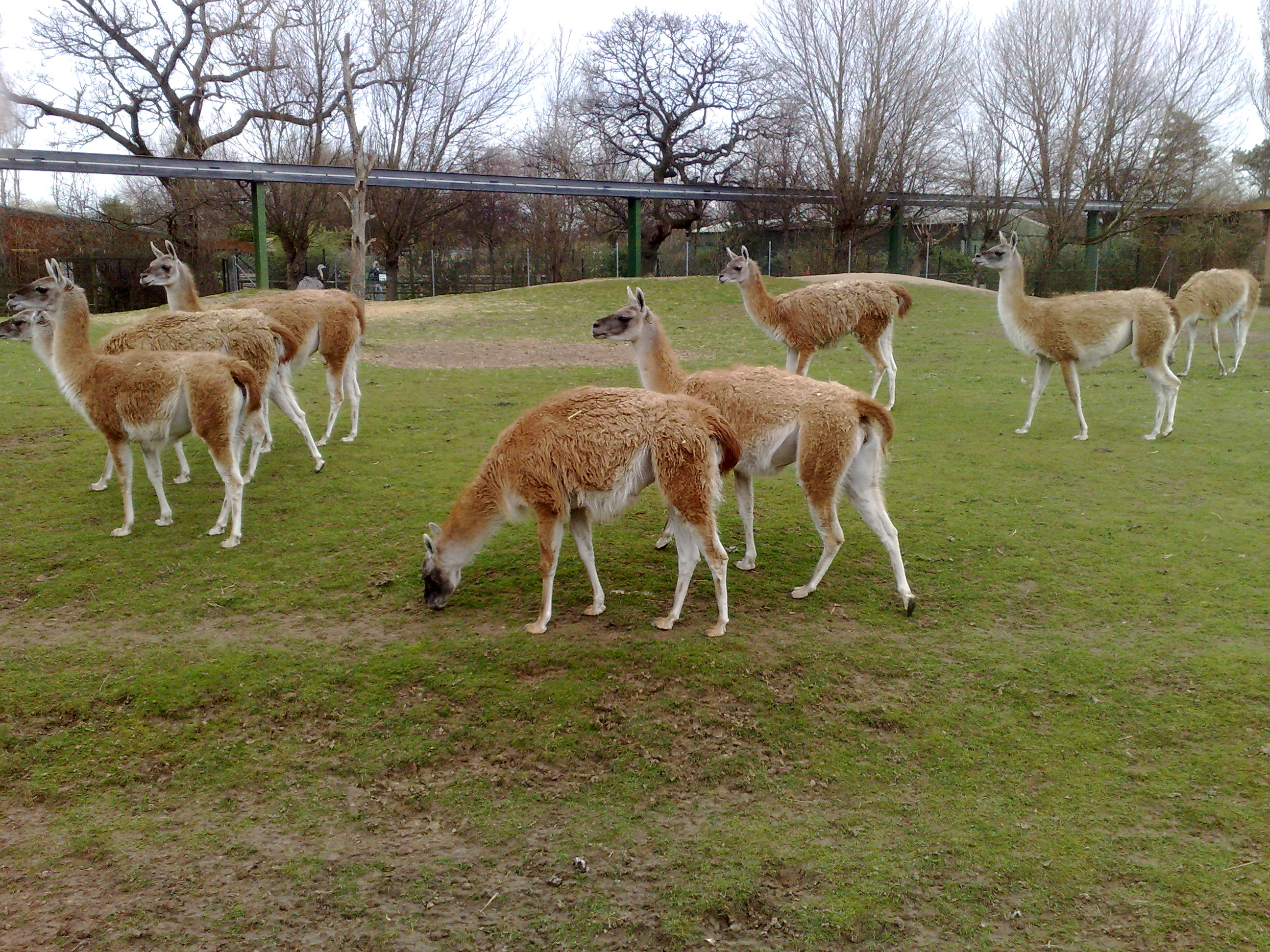
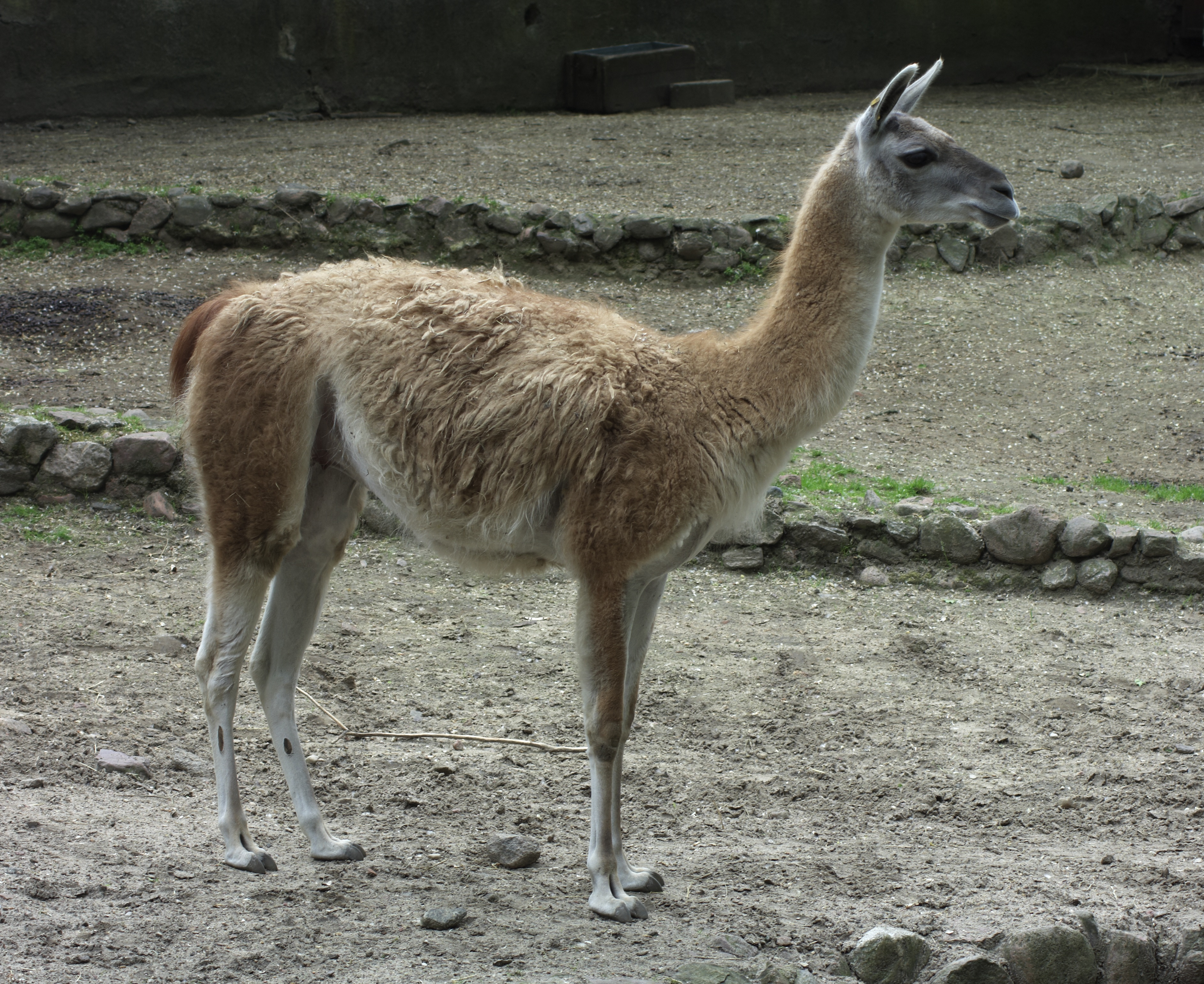
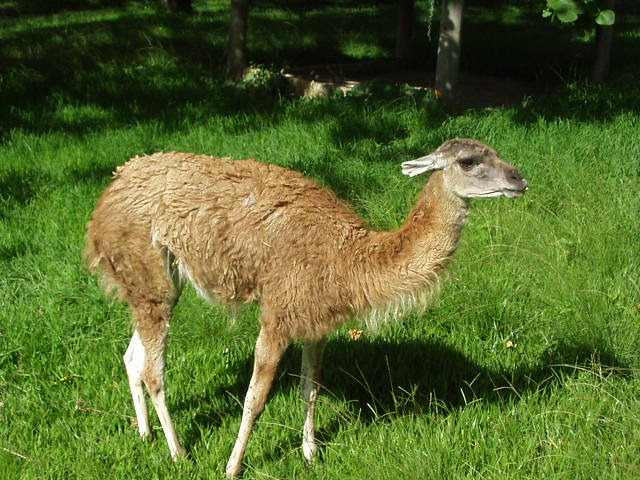
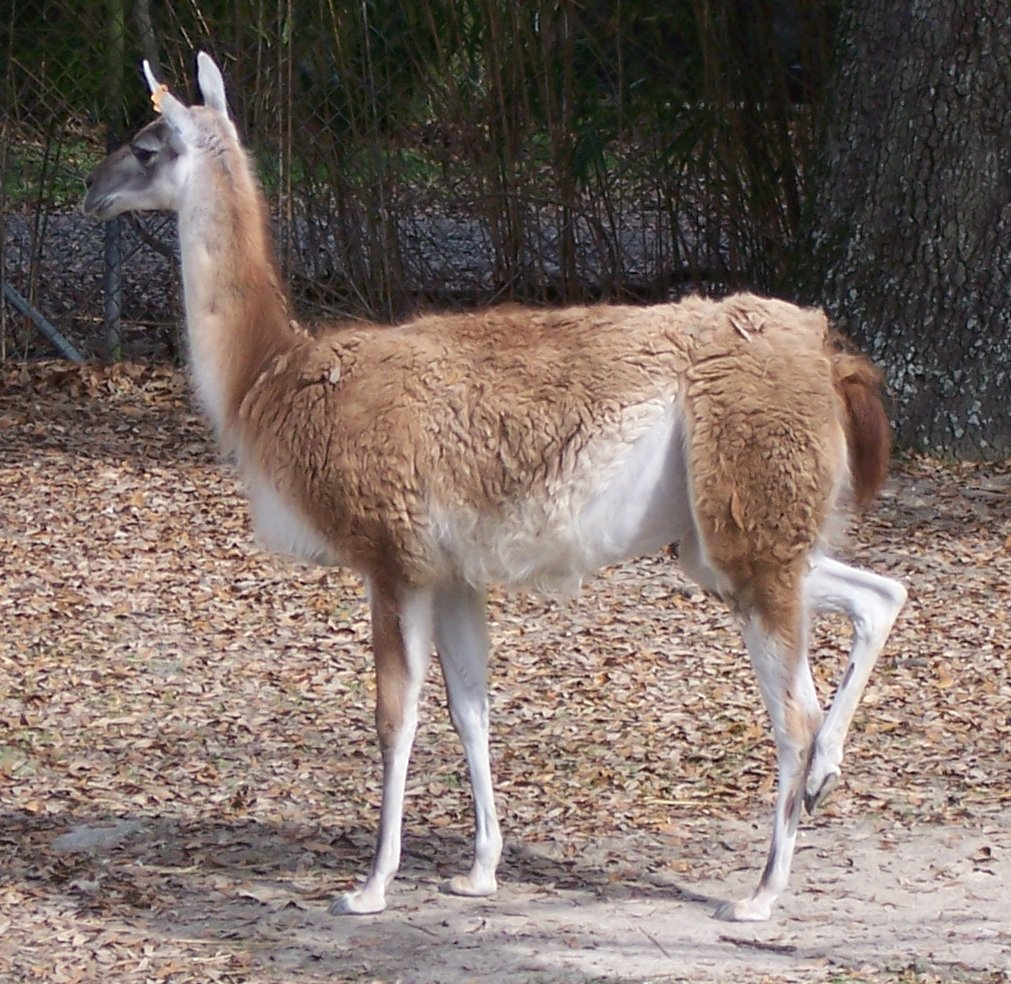